# Tiamilal
Tiamilalul este un derivat barbituric, analog de secobarbital, fiind utilizat ca sedativ-hipnotic și antiepileptic. Este utilizat majoritar pentru inducerea anesteziei generale sau ca anticonvulsant, pentru a reduce efectele adverse ale altor anestezice. Calea de administrare disponibilă este cea intravenoasă.

## Farmacologie
Ca toate barbituricele, butobarbitalul acționează ca modulator alosteric pozitiv al receptorului de tip A pentru acidul gama-aminobutiric (R GABAA), reducând excitabilitatea neuronilor.